# René-François de La Vieuville
Pour les articles homonymes, voir La Vieuville (homonymie).
René-François de La Vieuville (18 février 1652 - 9 juin 1719  à Paris en France) fut marquis puis duc de La Vieuville, colonel du régiment de Navarre et gouverneur du Poitou.

## Biographie
Fils aîné de Charles II (v. 1616-1689), le dernier seigneur de Chailvet du nom de la Vieuville, René-François naquit le 18 février 1652 et rendit hommage à l'évêque de Laon, au nom de son père, pour le fief de Chailvet le 20 juillet 1666.
Il fut Chevalier d'honneur de la Reine en 1676, colonel du régiment de Navarre par commission du 17 février 1677, et gouverneur et lieutenant-général des provinces du Poitou, Loudunois & Châtelraudois, sur la démission de son père.
Il fut, avec son frère Charles-Emmanuel, l'élève du maréchal Fabert, lorsque ce grand capitaine devint gouverneur de Sedan. C'est à cette excellente école que les jeunes La Vieuville apprirent l'art militaire.

## Mariages et enfants
René-François épousa en premières noces à Saint-Germain-en-Laye, le 5 janvier 1676, Anne-Lucie de la Mothe-Houdancourt (née vers 1647 et morte le 22 février 1689 ; fille d'Antoine, marquis d'Houdancourt, demi-frère du maréchal Philippe), et de Catherine de Beaujeu. À l'occasion de leur contrat de mariage, le 12 janvier 1676, le roi et la reine assistent à un bal donné dans l'appartement du maréchal de La Feuillade, dans le vieux château. À 15 ans, Anne-Lucie fut l'une des petites maîtresses de Louis XIV lorsque celui-ci avait 21 ans, en 1662. Le roi fit sa connaissance lorsqu'elle était fille d'honneur de Marie-Thérèse d'Autriche dès 1660. Décrite par madame de Créquy (Anne-Armande ?) comme « blonde, piquante, hardie, un brin effrontée, et experte en l'art de la coquetterie ». René-François en eut quatre enfants : 
- Louis (1677-1722) ; Marie-Thérèse (1681-1684) ; Marie-Anne-Thérèse (née vers 1684-17 septembre 1714 au château de La Garde, Vic-sur-Cère), épouse sans descendance du maréchal de La Tour-Maubourg ; et enfin Charles-Emmanuel de La Vieuville (1685-1730 ; homonyme de son oncle paternel) qui entra dans les ordres, devint aumônier du roi, en 1716, abbé commendataire de l'abbaye Sainte-Marie de l'Absie-en-Gatine, au diocèse de la Rochelle, en 1721.

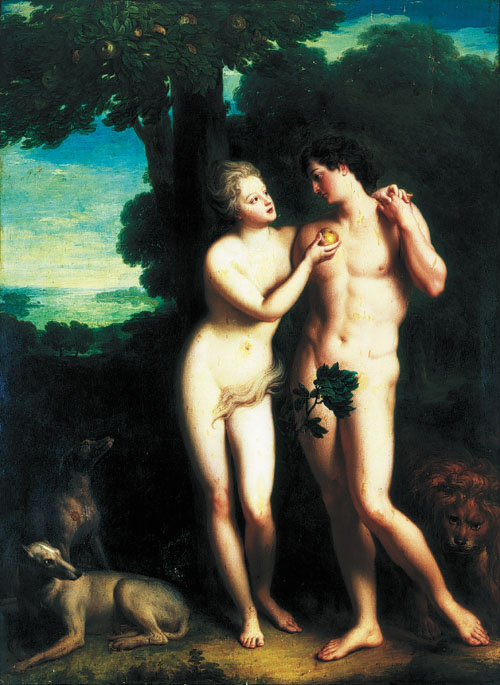
Huile sur toile, 1716, représentant Philippe d'Orléans et sa maitresse officielle Marie Madeleine de la Vieuville, peint par Jean-Baptiste Santerre 1651 - 1717

René-François épousa en secondes noces, le 30 juin 1689 (soit quatre mois après son veuvage), Marie-Louise de la Chaussée d'Eu, dame d'atours de la duchesse de Berry, fille de Jérôme, comte d'Arrest, et de François de Sarnoise. Elle mourut en 1715, ayant eu quatre enfants, 
- dont Marie-Madeleine de la Vieuville (1691-1769), future marquise de Parabère, maîtresse du Régent, au service duquel son grand-père fut gouverneur en 1686. Philippe d'Orléans l'appela "mon petit corbeau noir "[3]. Elle épouse le 8 juin 1711 César-Alexandre de Beaudéan, comte de Parabère et de Pardaillan (petit-cousin d'Angélique rencontrée plus loin). Ce dernier meurt le 13 février 1716 de petite vérole. La belle et sulfureuse marquise de Parabère lui donna trois enfants : Louis-Barnabé (14/03/1714 - ? ; Postérité) ; Louis-Henri (5/03/1715 - 28/10/1746) ; et Gabrielle-Anne de Beaudéan de Parabère (oct 1716 - ?) [4].

René-François épousa alors le 20 avril 1716, à près de soixante-quatre ans et en 3° noces, Marie-Thérèse de Froulay (1660-1740), veuve en 1698 de Claude (III) Le Tonnelier de Breteuil cinq ans après son mariage, conseiller au Parlement de Paris, et fille de Charles, comte de Froulay, chevalier des ordres du Roi, Grand-maréchal des logis de Sa maison, et d'Angélique de Beaudéan de Parabère de Neuillan. Marie-Thérèse était la tante par alliance (x Le Tonnelier de Breteuil) et la tante maternelle (par les Froulay) de la fameuse marquise du Châtelet (1706 - 1749), mathématicienne et maîtresse de Voltaire.
René-François mourut à Paris le 9 juin 1719 et fut inhumé aux Minimes.

## L'un des premiers bibliophiles français
Le marquis de La Vieuville fut l'un des premiers "curieux" du XVIIIème siècle. La présence de son nom est inscrite en 1704 sur la liste des débiteurs du peintre et marchand de tableaux Van Heck. Il possédait trois cabinets de curiosité en son hôtel du quai des Célestins pour entreposer ses collections de bronzes, tables de marbre, vases et paravents chinois. Ses livres étaient répartis dans les trois cabinets dans trois bibliothèques distinctes. L'une était en marquetterie de cuivre et d'étain, l'autre en bois d'Inde rouge et la troisième en bois de Chine.
A la fin de 1720, il eut une vente de ses livres sans catalogue, mais non sans enchères. Les livres reliés pour René-François de La Vieuville portent très souvent une couronne ducale, en souvenir de leur titre perdu à la génération précédente. Elle est l'élément essentiel de la "dentelle La Vieuville". Selon le libraire Jean-Baptiste de Proyart, le marquis de La Vieuville lance avec Jérôme Duvivier et Antoine Leriche la grande tradition des collections particulières de livres rares en France. Ils constituent la première chaîne de provenances particulières. C'est dans ce milieu de "curieux" que des reliures spécialement destinées à recouvrir des livres rares font leur apparition. Celles-ci sont exécutées sur des livres français ou du moins traduits en cette langue et sont toujours imitées de modèles anciens ou archaïsants.